# Григорени (Бакау)
Григорени (рум. Grigoreni) насеље је у Румунији у округу Бакау у општини Скорцени. Oпштина се налази на надморској висини од 353 m.

## Становништво
Према подацима из 2002. године у насељу је живело 737 становника, од којих су сви румунске националности.